# サウスカロライナ州知事の一覧
サウスカロライナ州知事の一覧は、アメリカ合衆国のサウスカロライナ州の州知事の一覧である。

## サウスカロライナ州知事 (1776年-現在)

### 連合規約下委員長
任期は2年間。
| #  | 名前                 | 就任          | 退任         | 政党 |
| -- | -------------------- | ------------- | ------------ | ---- |
| 31 | ジョン・ラトリッジ   | 1776年3月26日 | 1778年3月5日 | なし |
| 32 | ローリンズ・ラウンズ | 1778年3月6日  | 1779年1月9日 | なし |

### 連合規約下知事
任期は2年間。
| #  | 名前                     | 就任          | 退任          | 政党   | 備考  |
| -- | ------------------------ | ------------- | ------------- | ------ | ----- |
|    | ジョン・ラトリッジ       | 1779年1月9日  | 1782年1月31日 | なし   | 2回目 |
| 33 | ジョン・マシューズ       | 1782年1月31日 | 1783年2月4日  | なし   |       |
| 34 | ベンジャミン・ゲラード   | 1783年2月4日  | 1785年2月11日 | なし   |       |
| 35 | ウィリアム・モールトリー | 1785年2月11日 | 1787年2月20日 | なし   | 1回目 |
| 36 | トマス・ピンクニー       | 1787年2月20日 | 1789年1月26日 | 連邦党 |       |
| 37 | チャールズ・ピンクニー   | 1789年1月26日 | 1792年12月5日 | 連邦党 | 1回目 |

### 1790年憲法下
任期は2年間。
| #  | 名前                                     | 就任           | 退任           | 政党                | 備考                                 |
| -- | ---------------------------------------- | -------------- | -------------- | ------------------- | ------------------------------------ |
|    | ウィリアム・モールトリー                 | 1792年12月5日  | 1794年12月17日 | 連邦党              | 2回目                                |
| 38 | アーノルダス・ヴァンダーホースト         | 1794年12月17日 | 1796年12月8日  | 連邦党              |                                      |
|    | チャールズ・ピンクニー                   | 1796年12月8日  | 1798年12月18日 | 民主共和党          | 2回目                                |
| 39 | エドワード・ラトリッジ                   | 1798年12月18日 | 1800年1月23日  | 連邦党              | 任期中に死去                         |
| 40 | ジョン・レイトン                         | 1800年1月23日  | 1802年12月8日  | 民主共和党          | 1回目                                |
| 41 | ジェームス・バーチル・リチャードソン     | 1802年12月8日  | 1804年12月7日  | 民主共和党          |                                      |
| 42 | ポール・ハミルトン                       | 1804年12月7日  | 1806年12月9日  | 民主共和党          |                                      |
|    | チャールズ・ピンクニー                   | 1806年12月9日  | 1808年12月10日 | 民主共和党          | 3回目                                |
|    | ジョン・レイトン                         | 1808年12月10日 | 1810年12月8日  | 民主共和党          | 2回目                                |
| 43 | ヘンリー・ミドルトン                     | 1810年12月8日  | 1812年12月10日 | 民主共和党          |                                      |
| 44 | ジョゼフ・アルストン                     | 1812年12月10日 | 1814年12月10日 | 民主共和党          |                                      |
| 45 | デイヴィッド・ロジャーソン・ウィリアムズ | 1814年12月10日 | 1816年12月5日  | 民主共和党          |                                      |
| 46 | アンドルー・ピケンズ                     | 1816年12月5日  | 1818年12月8日  | 民主共和党          |                                      |
| 47 | ジョン・ゲデス                           | 1818年12月8日  | 1820年12月7日  | 民主共和党          |                                      |
| 48 | トーマス・ベネット・ジュニア             | 1820年12月7日  | 1822年12月7日  | 民主共和党          |                                      |
| 49 | ジョン・ライド・ウィルソン               | 1822年12月7日  | 1824年12月3日  | 民主共和党          |                                      |
| 50 | リチャード・アーヴァイン・マニング1世    | 1824年12月3日  | 1826年12月9日  | 民主共和党          |                                      |
| 51 | ジョン・テイラー                         | 1826年12月9日  | 1828年12月10日 | 民主共和党          |                                      |
| 52 | スティーヴン・ディケイター・ミラー       | 1828年12月10日 | 1830年12月9日  | 民主党（Nullifier） |                                      |
| 53 | ジェームズ・ハミルトン・ジュニア         | 1830年12月9日  | 1832年12月10日 | 民主党（Nullifier） |                                      |
| 54 | ロバート・ヤング・ヘイン                 | 1832年12月10日 | 1834年12月9日  | 民主党（Nullifier） |                                      |
| 55 | ジョージ・マクダフィー                   | 1834年12月9日  | 1836年12月10日 | 民主党              |                                      |
| 56 | ピアース・メイソン・バトラー             | 1836年12月10日 | 1838年12月7日  | 民主党              |                                      |
| 57 | パトリック・ノーブル                     | 1838年12月7日  | 1840年4月7日   | 民主党              | 任期中に死去                         |
| 58 | バーナバズ・ケレット・ヘナガン           | 1840年4月7日   | 1840年12月9日  | 民主党              |                                      |
| 59 | ジョン・ピーター・リチャードソン2世      | 1840年12月9日  | 1842年12月8日  | 民主党              |                                      |
| 60 | ジェームズ・ヘンリー・ハモンド           | 1842年12月8日  | 1844年12月7日  | 民主党              |                                      |
| 61 | ウィリアム・エイケン・ジュニア           | 1844年12月7日  | 1846年12月8日  | 民主党              |                                      |
| 62 | デイヴィッド・ジョンソン                 | 1846年12月8日  | 1848年12月12日 | 民主党              |                                      |
| 63 | ホワイトマーシュ・シーブルック           | 1848年12月12日 | 1850年12月13日 | 民主党              |                                      |
| 64 | ジョン・ヒュー・ミーンズ                 | 1850年12月13日 | 1852年12月9日  | 民主党              |                                      |
| 65 | ジョン・ローレンス・マニング             | 1852年12月9日  | 1854年12月11日 | 民主党              |                                      |
| 66 | ジェームズ・ホプキンス・アダムズ         | 1854年12月11日 | 1856年12月9日  | 民主党              |                                      |
| 67 | ロバート・オールストン                   | 1856年12月9日  | 1858年12月10日 | 民主党              |                                      |
| 68 | ウィリアム・ヘンリー・ギスト             | 1858年12月10日 | 1860年12月14日 | 民主党              |                                      |
| 69 | フランシス・ウィルキンソン・ピケンズ     | 1860年12月14日 | 1862年12月17日 | 民主党              |                                      |
| 70 | ミレッジ・ルーク・ボーナム               | 1862年12月17日 | 1864年12月18日 | 民主党              |                                      |
| 71 | アンドルー・ゴードン・マグラス           | 1864年12月18日 | 1865年5月25日  | 民主党              | 北軍で失脚                           |
| 72 | ベンジャミン・フランクリン・ペリー       | 1865年6月30日  | 1865年11月29日 | 労働組合員、民主党  | アンドリュー・ジョンソン大統領が任命 |

### 1865年憲法下
| #  | 名前                         | 就任           | 退任         | 政党 | 備考         |
| -- | ---------------------------- | -------------- | ------------ | ---- | ------------ |
| 73 | ジェイムズ・ローレンス・オア | 1865年11月29日 | 1868年7月6日 | なし | 第一公選知事 |

### 1868年憲法下
| #  | 名前                                | 就任           | 退任           | 政党   | 備考 |
| -- | ----------------------------------- | -------------- | -------------- | ------ | ---- |
| 74 | ロバート・キングストン・スコット    | 1868年7月6日   | 1872年12月7日  | 共和党 |      |
| 75 | フランクリン・モーゼス・ジュニア    | 1872年12月7日  | 1874年12月1日  | 共和党 |      |
| 76 | ダニエル・ヘンリー・チェンバレン    | 1874年12月1日  | 1876年12月14日 | 共和党 |      |
| 77 | ウェイド・ハンプトン3世             | 1876年12月14日 | 1879年2月26日  | 民主党 | 辞任 |
| 78 | ウィリアム・ダンロップ・シンプソン  | 1879年2月26日  | 1880年9月1日   | 民主党 |      |
| 79 | トーマス・ボスウェル・ジーター      | 1880年9月1日   | 1880年11月30日 | 民主党 |      |
| 80 | ジョンソン・ハーグッド              | 1880年11月30日 | 1882年12月1日  | 民主党 |      |
| 81 | ヒュー・スミス・トンプソン          | 1882年12月1日  | 1886年7月10日  | 民主党 | 辞任 |
| 82 | ジョン・カルフーン・シェパード      | 1886年7月10日  | 1886年11月30日 | 民主党 |      |
| 83 | ジョン・ピーター・リチャードソン3世 | 1886年11月30日 | 1890年12月4日  | 民主党 |      |
| 84 | ベンジャミン・ライアン・ティルマン  | 1890年12月4日  | 1894年12月4日  | 民主党 |      |
| 85 | ジョン・ゲイリー・エヴァンス        | 1894年12月4日  | 1897年1月18日  | 民主党 |      |

### 1895年憲法下
| #   | 名前                                       | 就任          | 退任          | 政党   | 備考                   |
| --- | ------------------------------------------ | ------------- | ------------- | ------ | ---------------------- |
| 86  | ウィリアム・ヘイセルデン・エラーブ         | 1897年1月18日 | 1899年6月2日  | 民主党 | 任期中に死去           |
| 87  | マイルズ・ベンジャミン・マクスウィーニー   | 1899年6月2日  | 1903年1月20日 | 民主党 |                        |
| 88  | ダンカン・クリンチ・ヘイワード             | 1903年1月20日 | 1907年1月15日 | 民主党 |                        |
| 89  | マーティン・フレデリック・アンセル         | 1907年1月15日 | 1911年1月17日 | 民主党 |                        |
| 90  | コールマン・リヴィングストン・ブリーズ     | 1911年1月17日 | 1915年1月14日 | 民主党 | 辞任                   |
| 91  | チャールズ・オーレリアス・スミス           | 1915年1月14日 | 1915年1月19日 | 民主党 |                        |
| 92  | リチャード・アーヴァイン・マニング3世      | 1915年1月19日 | 1919年1月21日 | 民主党 |                        |
| 93  | ロバート・アーチャー・クーパー             | 1919年1月21日 | 1922年5月20日 | 民主党 | 辞任                   |
| 94  | ウィルソン・ゴッドフリー・ハーヴィー       | 1922年5月20日 | 1923年1月16日 | 民主党 |                        |
| 95  | トーマス・ゴードン・マクラウド             | 1923年1月16日 | 1927年1月18日 | 民主党 |                        |
| 96  | ジョン・ガーディナー・リチャーズ・ジュニア | 1927年1月18日 | 1931年1月20日 | 民主党 | 任期4年                |
| 97  | イブラ・チャールズ・ブラックウッド         | 1931年1月20日 | 1935年1月15日 | 民主党 |                        |
| 98  | オーリン・ジョンストン                     | 1935年1月15日 | 1939年1月17日 | 民主党 | 1回目                  |
| 99  | バーネット・R・メイバンク                  | 1939年1月17日 | 1941年11月4日 | 民主党 | 辞任                   |
| 100 | ジョゼフ・エミール・ハーリー               | 1941年11月4日 | 1942年2月27日 | 民主党 | 任期中に死亡           |
| 101 | リチャード・マニング・ジェフリーズ         | 1942年2月27日 | 1943年1月19日 | 民主党 |                        |
|     | オリン・D・ジョンストン                    | 1943年1月19日 | 1945年1月2日  | 民主党 | 2回目、辞任            |
| 102 | ランサム・ジャドソン・ウィリアムズ         | 1945年1月2日  | 1947年1月21日 | 民主党 |                        |
| 103 | ストロム・サーモンド                       | 1947年1月21日 | 1951年1月16日 | 民主党 |                        |
| 104 | ジェームズ・F・バーンズ                    | 1951年1月16日 | 1955年1月18日 | 民主党 |                        |
| 105 | ジョージ・ベル・ティマーマン・ジュニア     | 1955年1月18日 | 1959年1月20日 | 民主党 |                        |
| 106 | アーネスト・ホリングス                     | 1959年1月20日 | 1963年1月15日 | 民主党 |                        |
| 107 | ドナルド・S・ラッセル                      | 1963年1月15日 | 1965年4月22日 | 民主党 | 辞任                   |
| 108 | ロバート・マクネアー                       | 1965年4月22日 | 1971年1月19日 | 民主党 |                        |
| 109 | ジョン・C・ウェスト                        | 1971年1月19日 | 1975年1月21日 | 民主党 |                        |
| 110 | ジェームズ・B・エドワーズ                  | 1975年1月21日 | 1979年1月10日 | 共和党 |                        |
| 111 | リチャード・ウィルソン・ライリー           | 1979年1月10日 | 1987年1月14日 | 民主党 |                        |
| 112 | キャロル・A・キャンベル・ジュニア          | 1987年1月14日 | 1995年1月11日 | 共和党 |                        |
| 113 | デイヴィッド・ビーズリー                   | 1995年1月11日 | 1999年1月13日 | 共和党 |                        |
| 114 | ジム・ホッジス                             | 1999年1月13日 | 2003年1月15日 | 民主党 |                        |
| 115 | マーク・サンフォード                       | 2003年1月15日 | 2011年1月12日 | 共和党 |                        |
| 116 | ニッキー・ヘイリー                         | 2011年1月12日 | 2017年1月24日 | 共和党 | 初の女性かつ非白人知事 |
| 117 | ヘンリー・マクマスター                     | 2017年1月24日 | 現在          | 共和党 |                        |